# Les Roches Brunes
La villa des Roches Brunes est une villa située allée des Douaniers sur la commune de Dinard, dans le département français d'Ille-et-Vilaine, région Bretagne.

## Localisation
La villa se situe à l’extrémité de la pointe de la Malouine, ce qui offre une vue panoramique idéale pour une maison de villégiature.

## Historique
En 1879, le duc d'Audiffret-Pasquier met en vente son domaine de chasse de la Malouine. Auguste Poussineau l'achète, s'installe à Dinard, et devient promoteur immobilier. Mis à part un petit château, détruit en 1944 par les bombardements alliés, le site est vierge. Il le découpe en parcelles de 600 à 800 m² où d'immenses villas avec vue sur mer sont bâties. Celle des Roches Brunes a été construite par l’architecte Alexandre Angier en 1893. Seule bâtisse de style Louis XIII de Dinard, elle a été commandée par le couturier parisien Émile Poussineau, frère d'Auguste Poussineau. Elle doit certainement son nom à l'éperon rocheux sur laquelle elle a été construite.
Victime d'un revers de fortune, Émile Poussineau la revend en 1912. Elle est rachetée par le président du syndicat des ingénieurs de France, qui la revend à son tour en 1938 au Nantais Alexandre Braud, fondateur d'une entreprise de machines agricoles. Son fils Paul en hérite par la suite.
Elle fait l’objet d’une inscription au titre des monuments historiques depuis le 23 juin 2014.
Depuis 2007, la villa appartient à la ville à qui elle a été donnée par son dernier propriétaire, Paul Braud. Après une rénovation entre 2012 et 2014, la villa accueille plusieurs événements tels que des expositions et des ateliers de dessin,.
Il existait une villa jumelle aux Roches brunes située de l'autre extrémité de la plage de Port-Salut. Elle est baptisée par son propriétaire, l'industriel et homme politique Théophile Michau, Greystones. En héritant en 1938, l'architecte Michel Roux-Spitz la détruit pour y construire à la place une villa moderne, Greystones 2.

## Description et architecture
De style néo-Louis XIII, elle est caractéristique de l'architecture de la Belle Époque, qui n'a pas su créer un style propre et s'inspire généralement des esthétiques du passé.

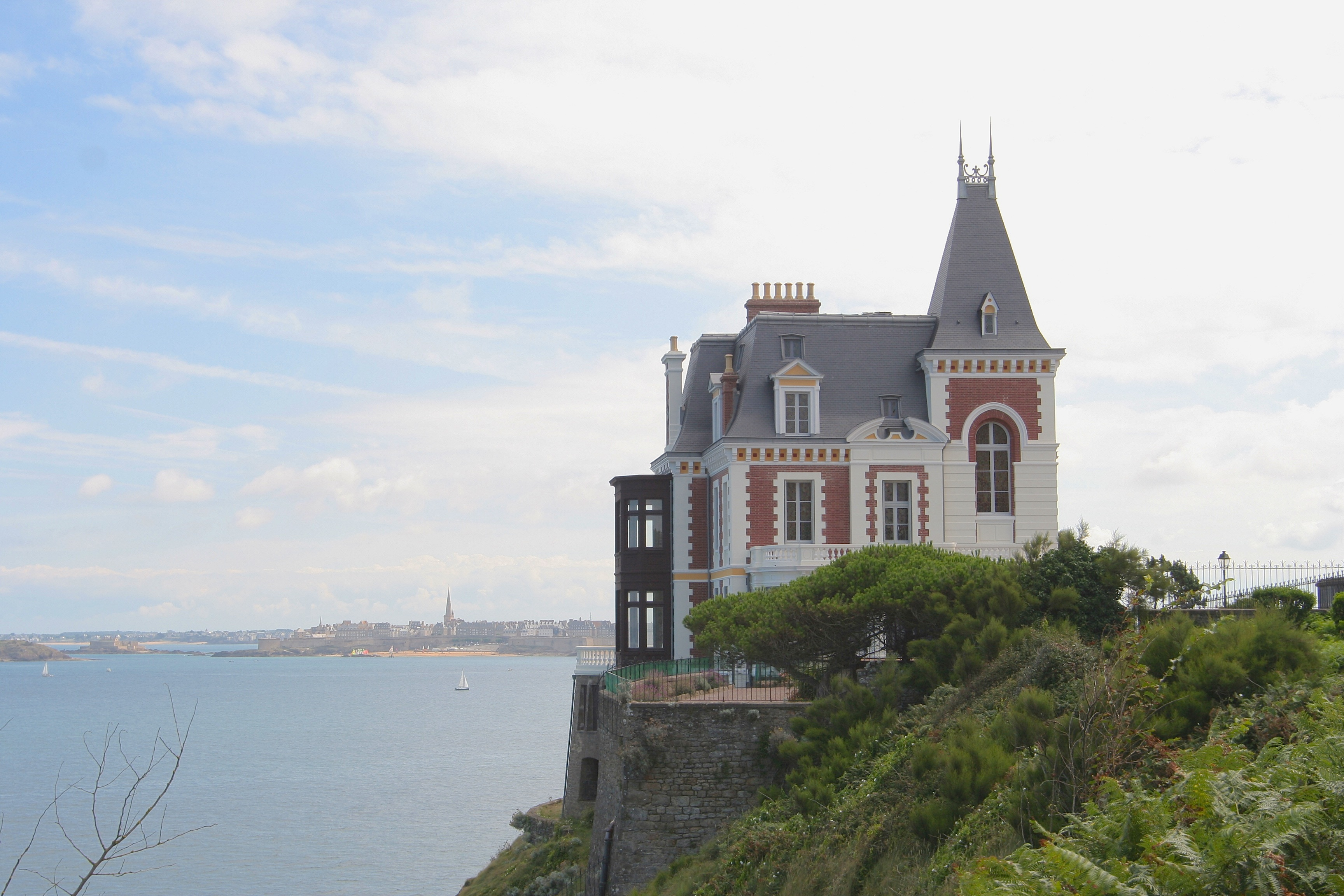
Vue générale (avec Saint-Malo en arrière-plan).
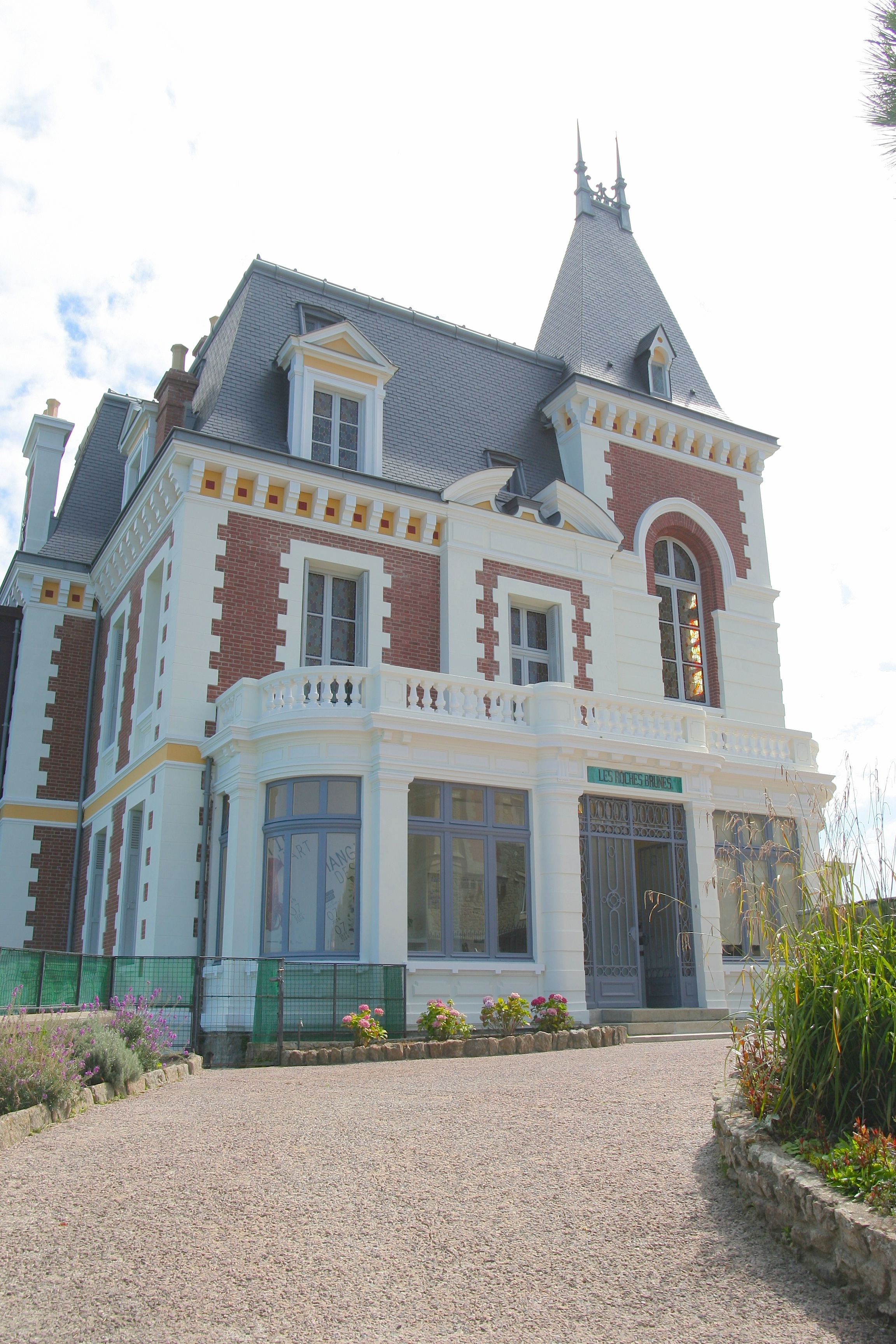
Façade ouest
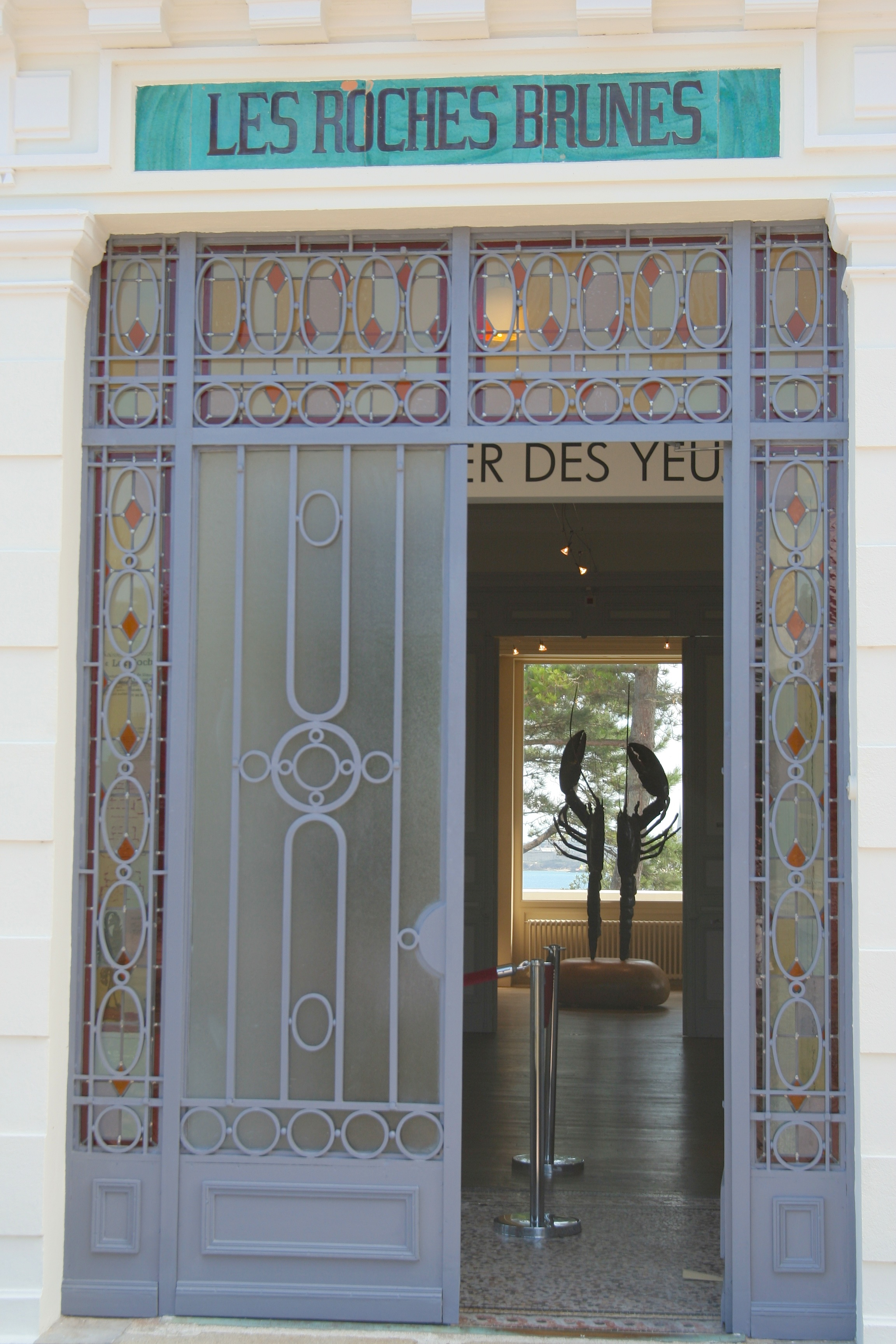
Porte d’entrée
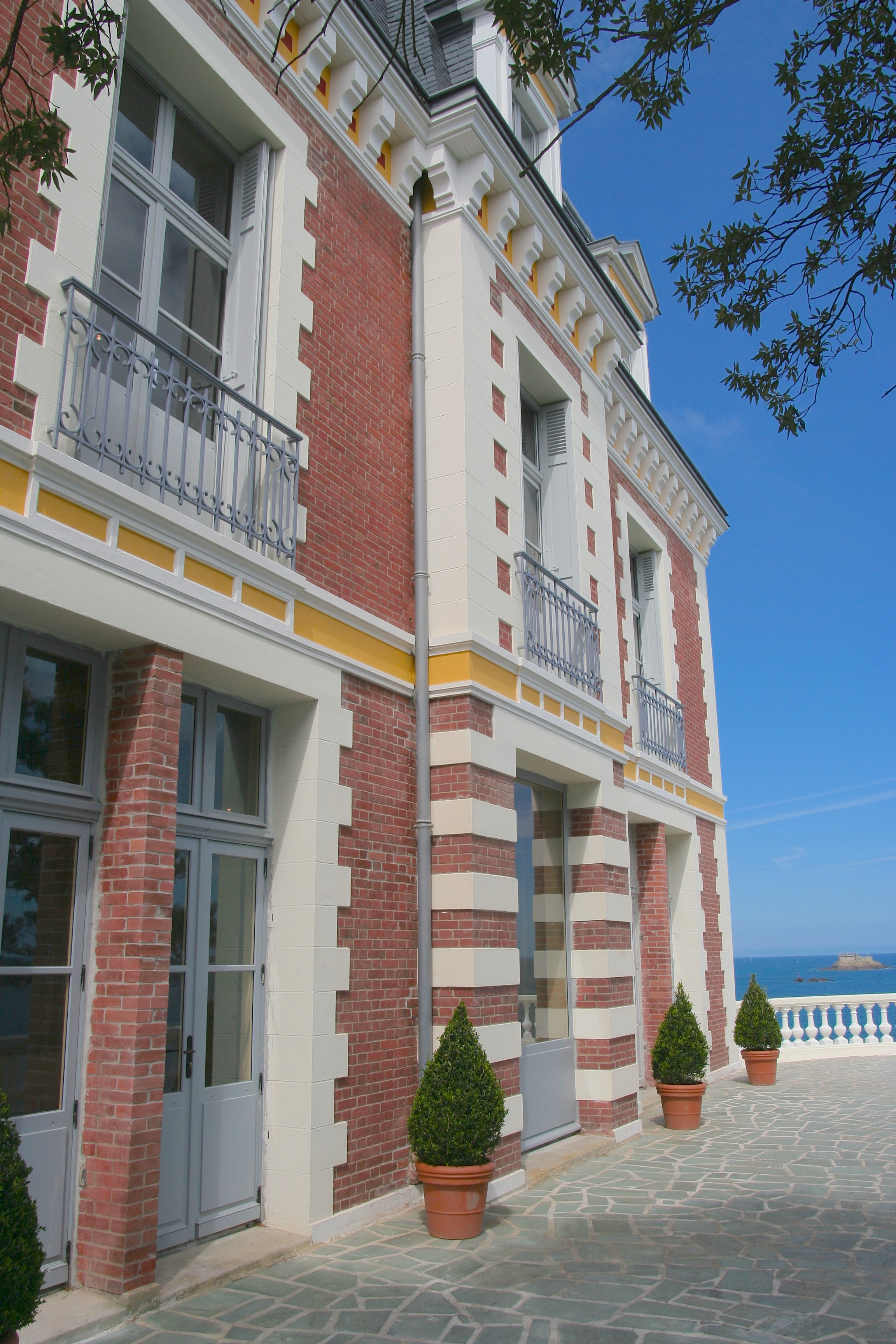
Façade est